# Colégio Christus
Colégio Christus é um colégio privado de Fortaleza, Ceará. Atualmente está instalado em 10 unidades pela cidade e faz parte da organização empresarial que tem a propriedade da Centro Universitário Unichristus. 

## Histórico
Fundado em 21 de março de 1951, pelo professor Roberto de Carvalho Rocha,  tem em seu ensino forte influência da religião católica, oferecendo inclusive cursos preparatórios para Primeira Eucaristia e Celebração da Crisma aos alunos. Oferece também vários outros cursos complementares tais como CLC-Curso de Línguas Christus, NPC-Núcleo de Pesquisa Christus, Oratória, Artes e Iniciação Musical, Esportes tradicionais e Equitação, dentre outros. Além disso, todos os anos, o Colégio Christus proporciona a SEC (Semana Esportiva Cultural) e a Maratona 24 horas.
O Christus possui cinco sedes: Dionísio Torres, Barão de Studart, Parquelândia, Sul e a mais nova, em comemoração aos 60 anos de Colégio Christus, a sede Benfica.
Os alunos são separados em prédios de acordo com sua idades e respectivas séries. Assim, por exemplo, a Educação Infantil funciona em uma área completamente isolada dos alunos maiores. Devido à características próprias do Pré-universitário (3o ano do ensino médio e Cursinho Extensivo) os alunos também existem prédios próprios para os alunos desse curso.
Em todas as unidades é oferecida a Educação Integral, com caráter opcional. Na Educação Integral os alunos passam o dia todo na escola e têm aulas de iniciação musical, esportes, dança, robótica e inglês.
Em 2010 o Colégio Christus passou a oferecer o Christus High School. Os alunos que optam por essa modalidade de ensino têm aulas adicionais, todas em inglês, no período da tarde de tal forma que complementem o currículo americano e obtenham ao final do ensino médio dupla certificação : a brasileira e a americana. Além da sólida formação em inglês, a certificação americana contribui para uma melhor condição de competitividade dos alunos no mercado global.
No ENEM - Exame Nacional do Ensino Médio de 2011 o Christus obteve o 1o Lugar no Brasil em Redação, Ciências da Natureza e Ciências Humanas, quando alunos seus obtiveram as notas máximas, na mesma ordem : 1000, 844.70 e 883.70. No mesmo exame, foi no colégio em que 15 questões foram vazadas, na qual os alunos do colégio terão de refazer a prova. O colégio recorreu da decisão da justiça.